# Nidophis insularis
Il nidofide (Nidophis insularis) è un serpente estinto, appartenente ai madtsoidi. Visse nel Cretaceo superiore (Maastrichtiano, circa 70 milioni di anni fa) e i suoi resti fossili sono stati ritrovati in Romania.

## Descrizione
Questo serpente, di medie dimensioni, doveva assomigliare a un piccolo pitone. La lunghezza totale non doveva oltrepassare il metro di lunghezza. L'olotipo di Nidophis rappresenta il fossile meglio conservato tra i serpenti madtsoidi ritrovati in Laurasia. Come tutti i madtsoidi, anche Nidophis era dotato di forami parazigantrali e paracotilari nelle vertebre dorsali. Alcune caratteristiche lo distinguevano dai suoi simili: i centri vertebrali erano corti e ampi, e dotati di una carena emale acuta; le spine neurali erano moderatamente alte e mostravano un tubercolo posteriore, ed era presente uno zigosfeno ampio compresso dorsoventralmente, con un margine anteriore marcatamente trilobato (Vasile et al., 2013).

## Classificazione
Nidophis insularis venne descritto per la prima volta nel 2013, sulla base di fossili ritrovati nella zona di Hațeg, in Romania, in terreni risalenti al Cretaceo superiore. Analisi filogenetiche compiute dagli autori del primo studio hanno indicato che Nidophis era un rappresentante dei madtsoidi, un gruppo di serpenti dalle caratteristiche arcaiche e solitamente di grandi dimensioni. Nidophis, tuttavia, era piuttosto piccolo; il suo più stretto parente sembrerebbe essere stato Herensugea, rinvenuto in Spagna in terreni un poco più antichi e anch'esso di piccole dimensioni. 

## Paleobiologia e paleoecologia
Il fossile di Nidophis è stato ritrovato in associazione con grandi uova fossili appartenenti a dinosauri. Questo è il primo ritrovamento di un madtsoide di piccola taglia in chiara associazione con un nido di dinosauro. Vi sono prove tafonomiche e sedimentologiche che indicano che Nidophis venne seppellito all'interno o nei pressi del nido. L'olotipo di Nidophis era un individuo adulto (come si evince dagli "anelli di crescita" presenti sulle vertebre presacrali); alcune prove sedimentologiche, anatomiche, paleomagnetiche e geochimiche indicano che Nidophis viveva in un clima subtropicale semiarido e stagionalmente variabile, con periodi alterni di comportamenti predatori attivi (durante i periodi con molta disponibilità di cibo) e quindi di rapida crescita, e di estivazione quando vi era scarsità di cibo (forse indotta dall'aridità).  
Nidophis probabilmente aveva comportamenti semi-fossori, ed era sicuramente un predatore attivo e versatile; è tuttavia improbabile che fosse un abituale predone di uova di dinosauro (come invece doveva essere l'assai più grande madtsoide Sanajeh). Al contrario, Nidophis poteva nutrirsi di un ampio spettro di prede nei pressi dell'area di nidificazione dei dinosauri, come uova di piccoli rettili squamati, e vari vertebrati (rane, albanerpetontidi, lucertole e multitubercolati). 
L'individuo di Nidophis fu probabilmente attratto nell'area di nidificazione dall'abbondanza di potenziali prede o dalla necessità di trovare riparo in prossimità (o all'interno) del nido. Tuttavia, l'esemplare subì un attacco da parte di un predatore o di uno "spazzino" di piccola taglia, come indicato da fratture non guarite su una delle vertebre dorsali anteriori (Venczel et al., 2015).